# Breite Straße 13 (Quedlinburg)

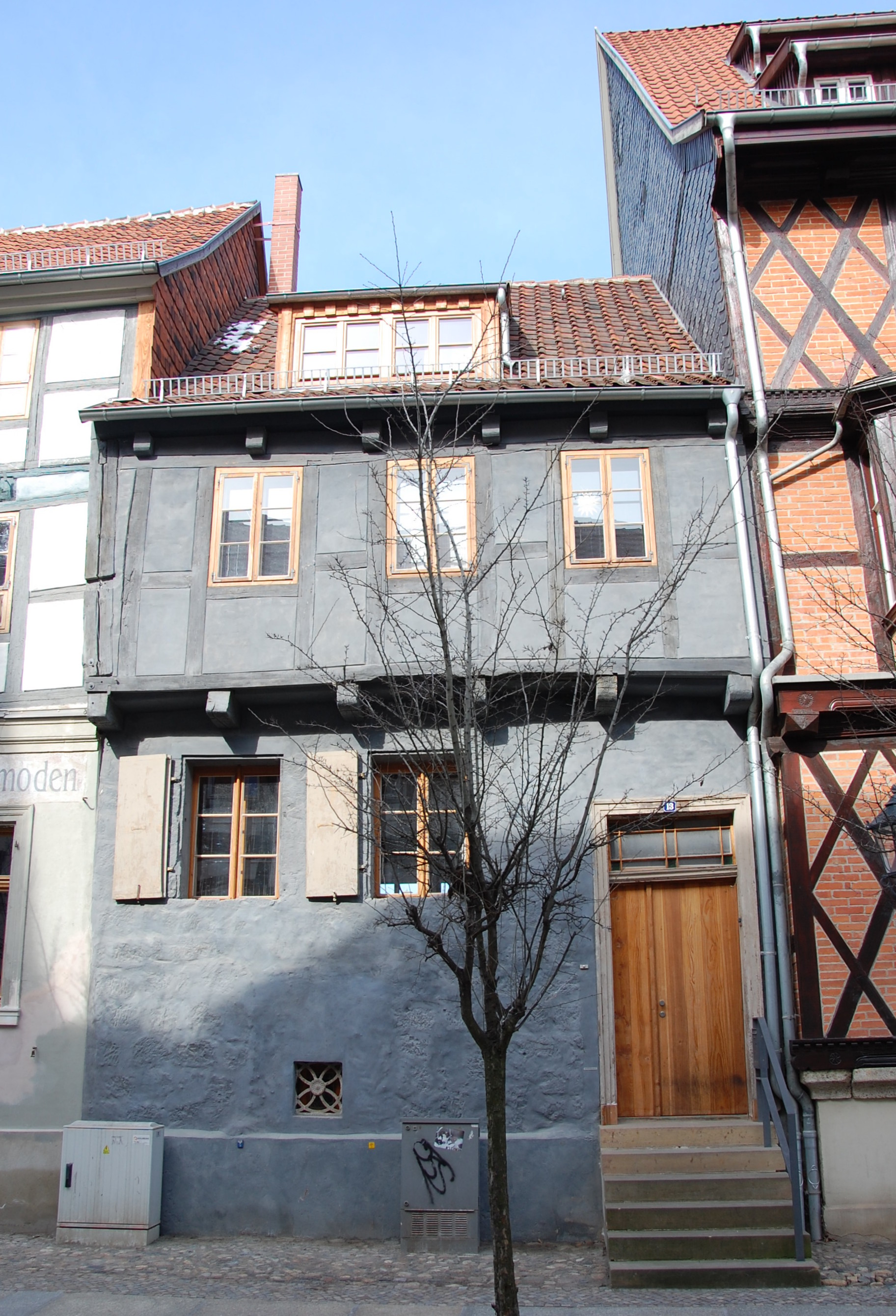
Haus Breite Straße 13

Das Haus Breite Straße 13 ist ein denkmalgeschütztes Gebäude in der Stadt Quedlinburg in Sachsen-Anhalt.

## Lage
Es befindet sich nordöstlich des Marktplatzes der Stadt und gehört zum UNESCO-Weltkulturerbe. Im Quedlinburger Denkmalverzeichnis ist es als Wohnhaus eingetragen. Südlich des Hauses grenzt das gleichfalls denkmalgeschützte Haus Breite Straße 12, nördlich das Haus Breite Straße 14 an.

## Architektur und Geschichte
Das zweigeschossige Fachwerkhaus stammt nach einer dendrochronologischen Untersuchung in seinem Kern bereits aus der Zeit um 1330 und bildete ursprünglich mit den Häusern Nummer 11 und 12 eine Einheit. In der Zeit um 1660 lebten hier die Eltern des 1661 geborenen späteren Juristen Johann Joachim Schöpffer. Zeitweise vermutete man eine Entstehung erst für die erste Hälfte des 18. Jahrhunderts. Die Haustür des Gebäudes stammt aus der Zeit um 1890.
Das Erdgeschoss ist in massiver Bauweise ausgeführt und ruht auf einem hohen Kellergewölbe. Das Kellerfenster ist mit einem Ziergitter aus Gusseisen versehen. Die Gefache des Fachwerk-Obergeschosses sind mit einer Zierausmauerung versehen, die Gewände der Fenster bestehen aus Sandstein. Im Haus bestehen rußgeschwärzte Balken.
Anfang des 21. Jahrhunderts befand sich das Haus in einem ruinösen Zustand. 2006/07 wurde das Gebäude durch das Architekturbüro qbatur saniert. Die Wohnfläche des Hauses beträgt 120 m².